# Bahnstrecke Rohrbach–Mainburg
| |                                                     |                                             |                                         |
| Streckennummer (DB): | 5383                                                |                                             |                                         |
| Kursbuchstrecke: | 413d 413f (1946) 413g (Enzelhausen – Mainburg 1946) |                                             |                                         |
| Streckenlänge: | 23,35 km                                            |                                             |                                         |
| Spurweite: | 1435 mm (Normalspur)                                |                                             |                                         |
| Streckenklasse: | CE                                                  |                                             |                                         |
| Maximale Neigung: | 25 ‰                                                |                                             |                                         |
| Minimaler Radius: | 300 m                                               |                                             |                                         |
| Streckengeschwindigkeit: | 40 km/h                                             |                                             |                                         |
| |                                                     |                                             |                                         |
| \| \| \| von München Hbf \| \| \| \| \| \| \| \| \| 0,000 \| Rohrbach (Ilm) (bis 2000: Wolnzach Bahnhof) \| 401 m \| \| \| \| \| \| \| \| \| nach Treuchtlingen \| \| \| \| \| nach Geisenfeld (1906–87) \| \| \| \| 2,040 \| Burgstall (b Wolnzach) (ab 1957) \| Burgstall (b Wolnzach) (ab 1957) \| \| \| 3,200 \| Gosseltshausen \| Gosseltshausen \| \| \| 3,250 \| zum Raiffeisen-Lagerhaus Gosseltshausen \| zum Raiffeisen-Lagerhaus Gosseltshausen \| \| \| 5,080 \| zum BayWa-Lagerhaus Wolnzach \| zum BayWa-Lagerhaus Wolnzach \| \| \| 5,303 \| Wolnzach Markt \| 412 m \| \| \| 5,920 \| Anschluss Klöpferholz \| Anschluss Klöpferholz \| \| \| 6,100 \| Bundesautobahn 93 \| Bundesautobahn 93 \| \| \| 6,230 \| Wolnzach \| Wolnzach \| \| \| 6,514 \| Anschluss ARS Altmann \| Anschluss ARS Altmann \| \| \| \| zum Kastner-Lagerhaus \| \| \| \| 7,040 \| Anst Kastner \| Anst Kastner \| \| \| 7,210 \| Jebertshausen \| Jebertshausen \| \| \| 7,215 \| \| \| \| \| 9,070 \| Gebrontshausen \| Gebrontshausen \| \| \| 12,470 \| Berg (Niederbay) \| 401 m \| \| \| 14,070 \| Osterwaal \| 464 m \| \| \| 16,180 \| Enzelhausen (bis 1909: Au) \| 446 m \| \| \| \| nach Langenbach (Oberbay) \| \| \| \| 17,710 \| Rudelzhausen \| Rudelzhausen \| \| \| 19,840 \| Puttenhausen \| 431 m \| \| \| 21,610 \| Sandelzhausen \| Sandelzhausen \| \| \| \| zur Firma Wolf \| \| \| \| 21,800 \| Anst Wolf \| Anst Wolf \| \| \| \| zum BayWa-Lagerhaus Mainburg \| \| \| \| 23,350 \| Mainburg \| 421 m \| \| \| \| \| \| \| Quellen: [1][2][3][4][5] \| \| \| \| |                                                     |                                             |                                         |
| Strecke |                                                     | von München Hbf                             | von München Hbf                         |
| |                                                     |                                             |                                         |
| Bahnhof | 0,000                                               | Rohrbach (Ilm) (bis 2000: Wolnzach Bahnhof) | 401 m                                   |
| |                                                     |                                             |                                         |
| Abzweig geradeaus und nach links |                                                     | nach Treuchtlingen                          | nach Treuchtlingen                      |
| Abzweig geradeaus und ehemals nach links |                                                     | nach Geisenfeld (1906–87)                   | nach Geisenfeld (1906–87)               |
| ehemaliger Haltepunkt / Haltestelle | 2,040                                               | Burgstall (b Wolnzach) (ab 1957)            | Burgstall (b Wolnzach) (ab 1957)        |
| ehemaliger Bahnhof | 3,200                                               | Gosseltshausen                              | Gosseltshausen                          |
| Abzweig geradeaus und ehemals von links | 3,250                                               | zum Raiffeisen-Lagerhaus Gosseltshausen     | zum Raiffeisen-Lagerhaus Gosseltshausen |
| Abzweig geradeaus und ehemals nach links | 5,080                                               | zum BayWa-Lagerhaus Wolnzach                | zum BayWa-Lagerhaus Wolnzach            |
| Dienststation / Betriebs- oder Güterbahnhof | 5,303                                               | Wolnzach Markt                              | 412 m                                   |
| Abzweig geradeaus und ehemals von links | 5,920                                               | Anschluss Klöpferholz                       | Anschluss Klöpferholz                   |
| Strecke mit Straßenbrücke | 6,100                                               | Bundesautobahn 93                           | Bundesautobahn 93                       |
| Brücke über Wasserlauf | 6,230                                               | Wolnzach                                    | Wolnzach                                |
| Abzweig geradeaus und von rechts | 6,514                                               | Anschluss ARS Altmann                       | Anschluss ARS Altmann                   |
| Abzweig geradeaus und ehemals von links |                                                     | zum Kastner-Lagerhaus                       | zum Kastner-Lagerhaus                   |
| ehemalige Blockstelle | 7,040                                               | Anst Kastner                                | Anst Kastner                            |
| ehemaliger Haltepunkt / Haltestelle | 7,210                                               | Jebertshausen                               | Jebertshausen                           |
| | 7,215                                               |                                             |                                         |
| Bahnhof (Strecke außer Betrieb) | 9,070                                               | Gebrontshausen                              | Gebrontshausen                          |
| Haltepunkt / Haltestelle (Strecke außer Betrieb) | 12,470                                              | Berg (Niederbay)                            | 401 m                                   |
| Haltepunkt / Haltestelle (Strecke außer Betrieb) | 14,070                                              | Osterwaal                                   | 464 m                                   |
| Bahnhof (Strecke außer Betrieb) | 16,180                                              | Enzelhausen (bis 1909: Au)                  | 446 m                                   |
| Abzweig geradeaus und nach rechts (Strecke außer Betrieb) |                                                     | nach Langenbach (Oberbay)                   | nach Langenbach (Oberbay)               |
| Haltepunkt / Haltestelle (Strecke außer Betrieb) | 17,710                                              | Rudelzhausen                                | Rudelzhausen                            |
| Bahnhof (Strecke außer Betrieb) | 19,840                                              | Puttenhausen                                | 431 m                                   |
| Haltepunkt / Haltestelle (Strecke außer Betrieb) | 21,610                                              | Sandelzhausen                               | Sandelzhausen                           |
| Abzweig geradeaus und von rechts (Strecke außer Betrieb) |                                                     | zur Firma Wolf                              | zur Firma Wolf                          |
| Blockstelle (Strecke außer Betrieb) | 21,800                                              | Anst Wolf                                   | Anst Wolf                               |
| Abzweig geradeaus und von rechts (Strecke außer Betrieb) |                                                     | zum BayWa-Lagerhaus Mainburg                | zum BayWa-Lagerhaus Mainburg            |
| Kopfbahnhof Streckenende (Strecke außer Betrieb) | 23,350                                              | Mainburg                                    | 421 m                                   |
| |                                                     |                                             |                                         |
| Quellen: |                                                     |                                             |                                         |

Die Bahnstrecke Rohrbach–Mainburg ist eine eingleisige, nicht elektrifizierte Nebenbahn in Bayern. Sie verläuft durch die Hopfenregion Hallertau in Oberbayern von Rohrbach (früher: Wolnzach Bahnhof) ins benachbarte Wolnzach. Zusammen mit dem 1996 stillgelegten Streckenabschnitt ins niederbayerische Mainburg und der abzweigenden Bahnstrecke Langenbach–Enzelhausen war sie im Volksmund als Hallertauer Lokalbahn oder Holledauer Bockerl bekannt.

## Geschichte
Baubeginn für die mit dem Lokalbahngesetz vom 26. Mai 1892 beschlossene Strecke von Wolnzach Bahnhof nach Mainburg war am 1. August 1893. Das Teilstück bis Wolnzach Markt wurde nach kurzer Bauzeit am 6. Dezember 1894 eröffnet, der restliche Teil bis Mainburg nur etwas mehr als ein Jahr später, am 16. Dezember 1895. Der Bahnhof Enzelhausen war anfangs nach dem rund 3,5 km entfernten Markt Au in der Hallertau benannt. Um Freising und Moosburg eine Verbindung in die Hallertau zu ermöglichen, begann man am 12. August 1907 mit dem Bau der Strecke von Langenbach nach Enzelhausen. Eröffnet wurde die Zweigstrecke am 1. Mai 1909, womit Au einen ortsnahen Bahnhof erhielt. Anfangs erwogene Lückenschlüsse zur Bahnstrecke Regensburg–Ingolstadt oder mit der Pfettrachtalbahn nach Landshut verwarf man bis 1920.
In der Regel fuhren im Personenverkehr drei durchgehende Zugpaare täglich. Nachdem sich die anfangs eingesetzten Lokalbahnlokomotiven der Gattung D VII als unterdimensioniert erwiesen hatten, waren ab 1898 vorwiegend Maschinen der Gattung D XI auf der Hallertauer Lokalbahn eingesetzt. Ab 1922 wurden sie durch die Bayerische GtL 4/4 (Baureihe 988) mit vier Antriebsachsen abgelöst. Seit den 1930er Jahren kamen immer wieder auch die Baureihen 5710, 700 und 9810 zum Einsatz, vereinzelt auch andere Maschinen wie die Baureihe 5415-17 oder 64. Die Lokomotiven stellte in der Regel das Bw Ingolstadt, während die Unterhaltung während der Dampflokzeit vor Ort am Lokomotivbahnhof Mainburg geschah.
Die im Zweiten Weltkrieg erlittenen Sachschäden an der Strecke waren überschaubar, sodass der Bahnbetrieb im Herbst 1945 wieder aufgenommen werden konnte. Im Rahmen des Traktionswandels stellte die junge Deutsche Bundesbahn die lokbespannten Personenzüge ab 1953 auf neue Schienenbusse der Baureihe VT 95 und Dieseltriebwagen der Vorkriegsbaureihe VT 709 um und verdichtete den Fahrplan auf werktags sieben Zugpaare sowie zusätzlich zwei Zugpaare im Abschnitt Wolnzach Bahnhof–Wolnzach Markt und eines zwischen Wolnzach Bahnhof und Enzelhausen. Wegen sinkender Fahrgastzahlen infolge der Automobilisierung während der Wirtschaftswunderjahre fuhren die Schienenbusse in den 1960er Jahren zunehmend ohne Beiwagen. Nachdem 1965 bereits der Wochenendverkehr auf Bahnbusse auf eigens dafür ausgebauten Straßen umgestellt worden war, beendete man den Reisezugverkehr zum 1. Juni 1969 schließlich ganz. Der Busverkehr Wolnzach Bahnhof–Mainburg konnte sich nicht lange halten. Die Linie wurde schrittweise auf ein einziges werktägliches Fahrtenpaar reduziert und Mitte der 1990er Jahre ersatzlos eingestellt.
Im Güterverkehr ersetzten in den 1960er Jahren Diesellokomotiven der Baureihe 211 die  Dampflokomotiven. Einzelne Fahrten zwischen Wolnzach Bahnhof und Wolnzach Markt wurden auch mit einer für den Rangier- und leichten Güterzugdienst in Wolnzach Bahnhof stationierten Köf II abgewickelt, bevor ab 1982 bei allen Zügen überwiegend die Baureihe 290 eingesetzt wurde. Die Züge waren noch bis etwa Anfang der 1990er Jahre gut ausgelastet; häufig mussten sie mit zwei Lokomotiven bespannt werden. Zusätzliches Transportaufkommen brachte der Umzug der Automobilspedition ARS Altmann nach Wolnzach. Sparmaßnahmen und Umstrukturierungen im Zuge der Bahnreform und die Liberalisierung des Güterkraftverkehrs in Deutschland führten dazu, dass nahezu alle Ladestellen geschlossen wurden und man Ende 1995 den Verkehr zwischen Wolnzach Markt, Mainburg und dem 1970 verbliebenen Reststück der Zweigstrecke nach Au einstellte.
Zum 1. September 1996 wurde der nicht mehr genutzte Abschnitt ab Kilometer 8,0 offiziell stillgelegt und im Herbst 2004 demontiert. Seit etwa 2010 endet die Strecke bei Kilometer 7,2. Auf der ehemaligen Bahntrasse entstand nach Ende des Betriebs abschnittsweise ein Radweg. Das frühere Bahnhofsareal in Mainburg überbaute man mit einem Busbahnhof, einem Supermarkt, Parkplätzen und Gewerbeflächen. Das frühere Empfangsgebäude befindet sich in Privatbesitz, ebenso das Gelände des ehemaligen Bahnhofs Enzelhausen.

## Betrieb
Seit 1970 wird die Strecke im Zugleitbetrieb genutzt. Der Verkehr auf dem heute verbliebenen Abschnitt beschränkt sich auf den wochentags mit etwa zwei Güterzugpaaren bedienten Industrieanschluss der Firma ARS Altmann in Wolnzach. Im Oktober 2013 und April 2014 investierte die Deutsche Bahn rund 4 Millionen Euro, um die Streckengleise umfassend zu sanieren. Dabei entfernte man etliche nicht mehr benötigte Weichen und die Reste der alten Telegrafenleitungen.
Um die Sicherheit zu erhöhen, sind mehrere unbeschrankte Bahnübergänge zur Ausrüstung mit Schranken und Lichtzeichenanlagen vorgesehen. In den 2010er Jahren hatten sich Anwohner vermehrt über die lauten Pfeifsignale der meist nachts verkehrenden Güterzüge beschwert.
Seit 2006 finden vereinzelt Sonderfahrten des „Wolnzach-Express“ statt, die der Hallertauer Lokalbahnverein e. V. veranstaltet.